# 佐藤靖彦 (ロシア文学者)
佐藤 靖彦（さとう やすひこ、1944年4月4日 - ）は、ロシア文学者、歌人、東海大学名誉教授。
東京都生まれ。早稲田大学文学部露文科卒、同大学院博士課程単位取得満期退学。東海大学外国語教育センター助教授、教授、2000年定年、名誉教授。ロシア語、ロシア英雄叙事詩専攻。「新日本歌人」所属の歌人。

## 著書
- 『ロシア語作文・日本の四季 和文露訳の試み』新読書社 1991
- 『ロシア語作文・日本の風俗 和文露訳の試み』新読書社 1993
- 『ロシア語作文の基礎』ナウカ 1993
- 『虹を見る 佐藤靖彦歌集』新日本歌人叢書 1994
- 『旅のロシア語会話』新読書社 1997
- 『あした吹く風 佐藤靖彦歌集』短歌新聞社 新日本歌人叢書 1999
- 『朝凪の湖 歌集』短歌新聞社 新日本歌人叢書 2002
- 『湖の畔にて 歌集』新日本歌人叢書 2013

### 共編著
- 『初級ロシア語』高橋誠一郎共著 東海大学出版会 1987
  - 新版.高橋誠一郎,山川博共著 東海大学出版会 1995
- 『ロシア語会話の入門』2版 編著 新読書社 1989

### 翻訳
- 『ロシアの家庭訓 ドモストロイ』新読書社 1984
- D.V.コレソフ『悪癖の構造 若者のアル中,ニコ中の恐怖』新読書社 1986
- V.V.ボリシャコフ『人間の権利と資本主義』新読書社 1986
- B.F.セルゲーエフ『脳を考える』清野茂博共訳 新読書社 1987
- ナターリヤ・ドゥーロワ『サーカス・動物・人生』浪江啓子共訳 新読書社 1989
- ユーリィ・ドミトリエフ『人間と動物の関係』新読書社 シリーズ・人間と動物 1989
- アファナーシェフ編『まほうのゆびわ ロシア民話集』A.クルキン絵 新読書社 1989
- A.ゴルボフスキー『異界 超常現象をみる』新読書社 1994
- A.ゾーリナ『ボロディン その作品と生涯』新読書社 ロシアとソビエトの作曲家たち 1994
- 『カエルの王女 ロシア民話集』イワン・ビリービン絵 新読書社 1996
- ソコロワ『ラフマニノフ その作品と生涯』新読書社 1997
- セルギー『ロシア人宣教師の「蝦夷旅行記」』新読書社 1999
- 『ロシア英雄叙事詩の世界 ブィリーナを楽しむ』編訳 ゲオルギー・ユージン絵 新読書社 2001